# Alonei HaBashan
Alonei HaBashan (hébreu : אַלּוֹנֵי הַבָּשָׁן, officiellement translittéré en Allone HaBashan) est une colonie israélienne, illégale au regard du droit international, située dans le Golan syrien occupé par Israël. Une partie de cette colonie est construite sur les ruines du village syrien de Juwayza. 
La colonie est organisée en moshav shitufi  ; elle est située dans le conseil régional du Golan et dans l'est du plateau du Golan. Elle compte 422 habitants en 2016.

## Histoire
Alonei HaBashan est fondé en 1981. Son nom, qui signifie littéralement « chênes de Bashan », est tiré de la Bible (« Isaïe 2:13 ») ; « Bashan » est le nom biblique du plateau du Golan.
En novembre 2012, trois mortiers tirés depuis le territoire contrôlé par le régime syrien atterrissent près d'Alonei HaBashan. Deux d'entre eux explosent sur des terres en plein-air, tandis qu'un autre tombe près d'une maison sans exploser. En février 2013, un obus de char syrien tombe dans le village. Les sapeurs-miniers israéliens qui l'ont désamorcé pensent qu'il s'agit d'un projectile perdu tiré dans le cadre de la guerre civile syrienne.

## Situation juridique
La communauté internationale dans son ensemble considère les colonies israéliennes du plateau du Golan comme illégales au regard du droit international, mais le gouvernement israélien conteste ce point de vue.